# Bietigheimer Pferdemarkt

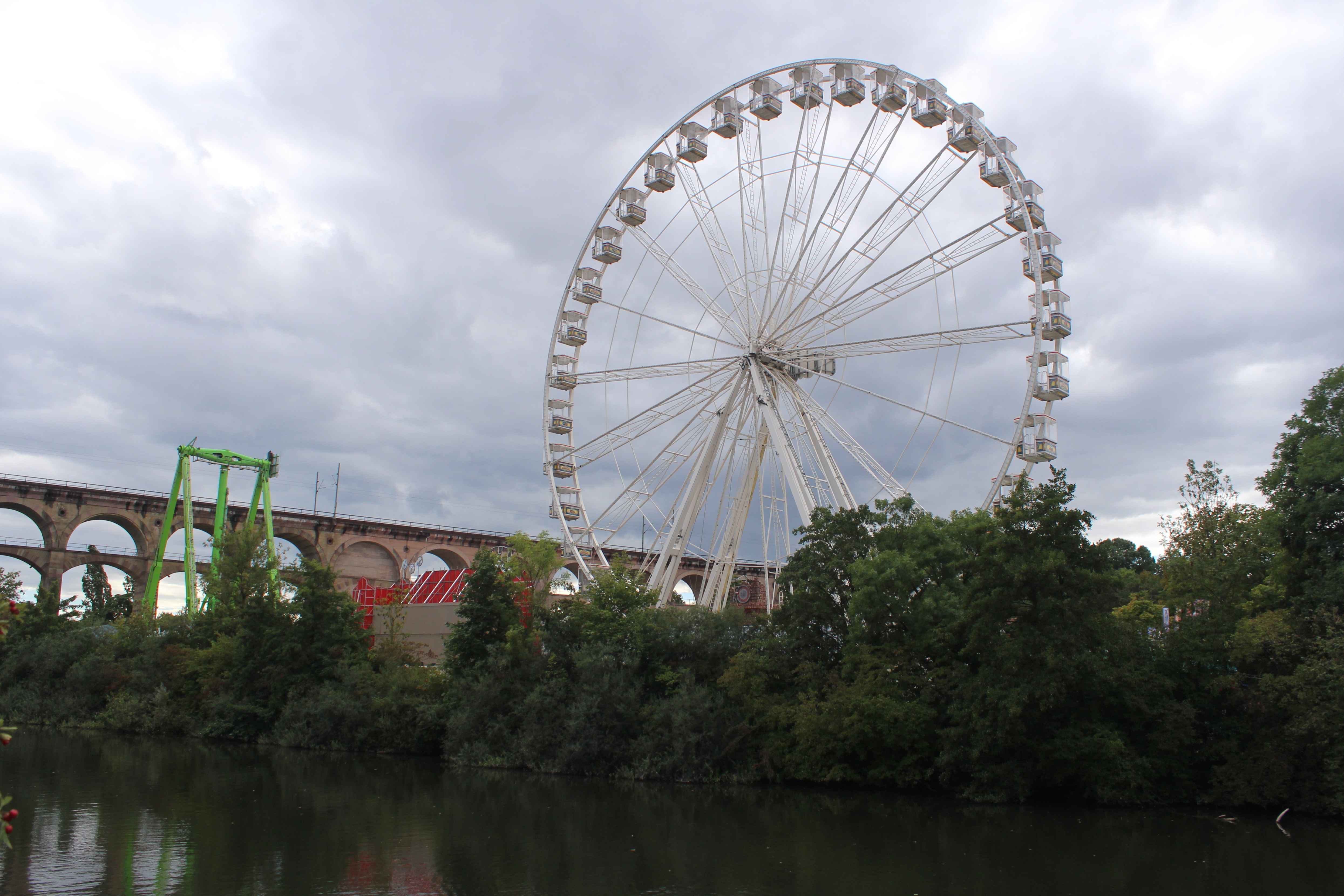
Riesenrad auf dem Bietigheimer Pferdemarkt (2023)

Der Bietigheimer Pferdemarkt ist ein überregional bekanntes Volksfest in Bietigheim-Bissingen, das beim Bietigheimer Eisenbahnviadukt stattfindet und jedes Jahr mehrere hunderttausend Besucher anzieht. Trotz dieses großen Besucherandrangs hat sich das Fest aber den Charakter eines Festes der Bürger der Stadt erhalten. Der Pferdemarkt beginnt am Freitag vor dem ersten Montag des Septembers und endet am anschließenden Dienstag.

## Geschichte
Die Geschichte des Bietigheimer Pferdemarktes beginnt im Jahr 1792. Damals erteilte Herzog Carl Eugen von Württemberg die Konzession für einen Ross- und Viehmarkt. Dieser wurde erstmals am 1. März 1793 im Bereich des heutigen Steigerturmplatzes abgehalten.
Seit 1925 findet der Bietigheimer Pferdemarkt in seiner heutigen Form statt. Anlässlich des Jubiläums des Bietigheimer Gewerbevereins wurde der Pferdemarkt damals mit einer Gewerbe- und Industrieausstellung kombiniert.
Mit der Ausstellung werden die Leistungen von Handel, Handwerk und heimischer Industrie zur Schau gestellt. Zum damaligen Zeitpunkt umfasste Bietigheim 37 Handelsgeschäfte, 179 Handwerksbetriebe und Industriebetriebe. In den Industriebetrieben arbeiteten ca. 3000 Menschen.
Am 2. September 1949 wurde der Bietigheimer Pferdemarkt nach einer kriegsbedingten Unterbrechung wiederbelebt. Zu den damaligen Attraktionen gehörten Kletterstange, Sackhüpfen, verschiedene Karussells und ein Riesenrad. Bis Ende der fünfziger Jahre wurde der Pferdemarkt alle zwei Jahre durch ein Kinderfest erweitert.

## Gegenwart
Die folgenden Abschnitte nennen das Programm des Jahres 2007. Obwohl die Veranstaltungen und ihre Größe von Jahr zu Jahr variieren, vermittelt dieser Abschnitt dennoch einen Überblick über Größe und Umfang des Bietigheimer Pferdemarktes.
Das Rahmenprogramm besteht aus 50 Schau-, Spiel- und Fahrgeschäften sowie zahlreichen Imbissbuden. In einem 3000 Personen fassenden Festzelt wird an mehreren Tagen Live-Musik präsentiert. Die landwirtschaftliche Ausstellung wird von 46 Händlern gestaltet. An drei Tagen findet ein Krämermarkt statt, an dem 180 Stände beteiligt sind.
Der Reiterverein Bietigheim-Bissingen e.V. richtet das Pferdemarkt-Turnier aus. Weit über 100 Teilnehmer und über 500 Pferde sind für Prüfungen gemeldet. Zu den Wettbewerben zählen
- der große Preis der Stadt Bietigheim-Bissingen der Klasse S mit 3 Sternen,
- zwei Qualifikationen zum European Youngster Cup (Wettbewerb der Klasse S),
- eine Barrierenspringprüfung der Klasse S

In den insgesamt 20 Springprüfungen werden 42.950 Euro (Stand 2012) Preisgeld ausgeschüttet. Der Reiterverein veranstaltet am Freitag- und Samstagabend im Reiterzelt am Turnierplatz seinen traditionellen Discoabend, welcher sehr beliebt ist.

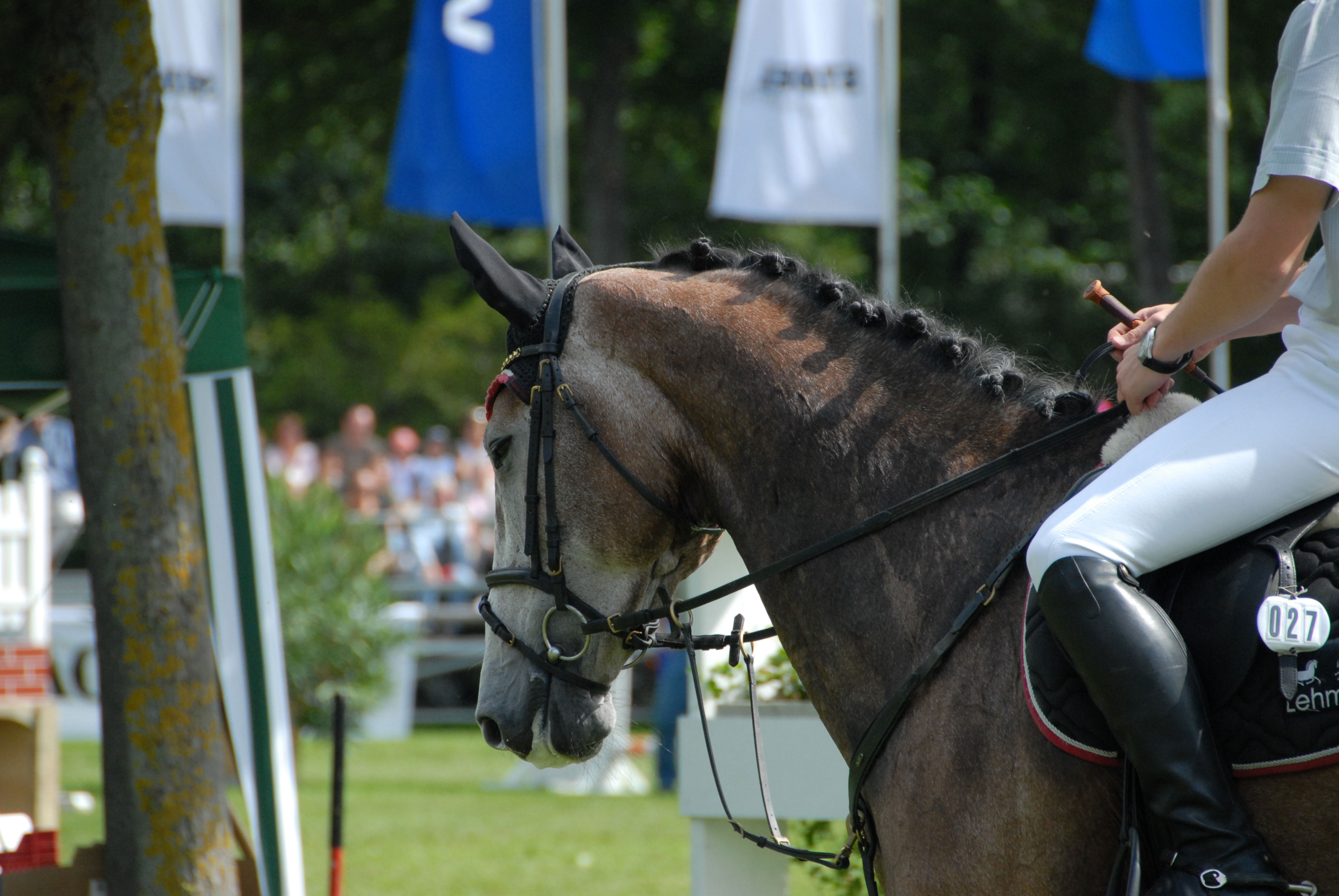
Reitturnier während des Pferdemarktes
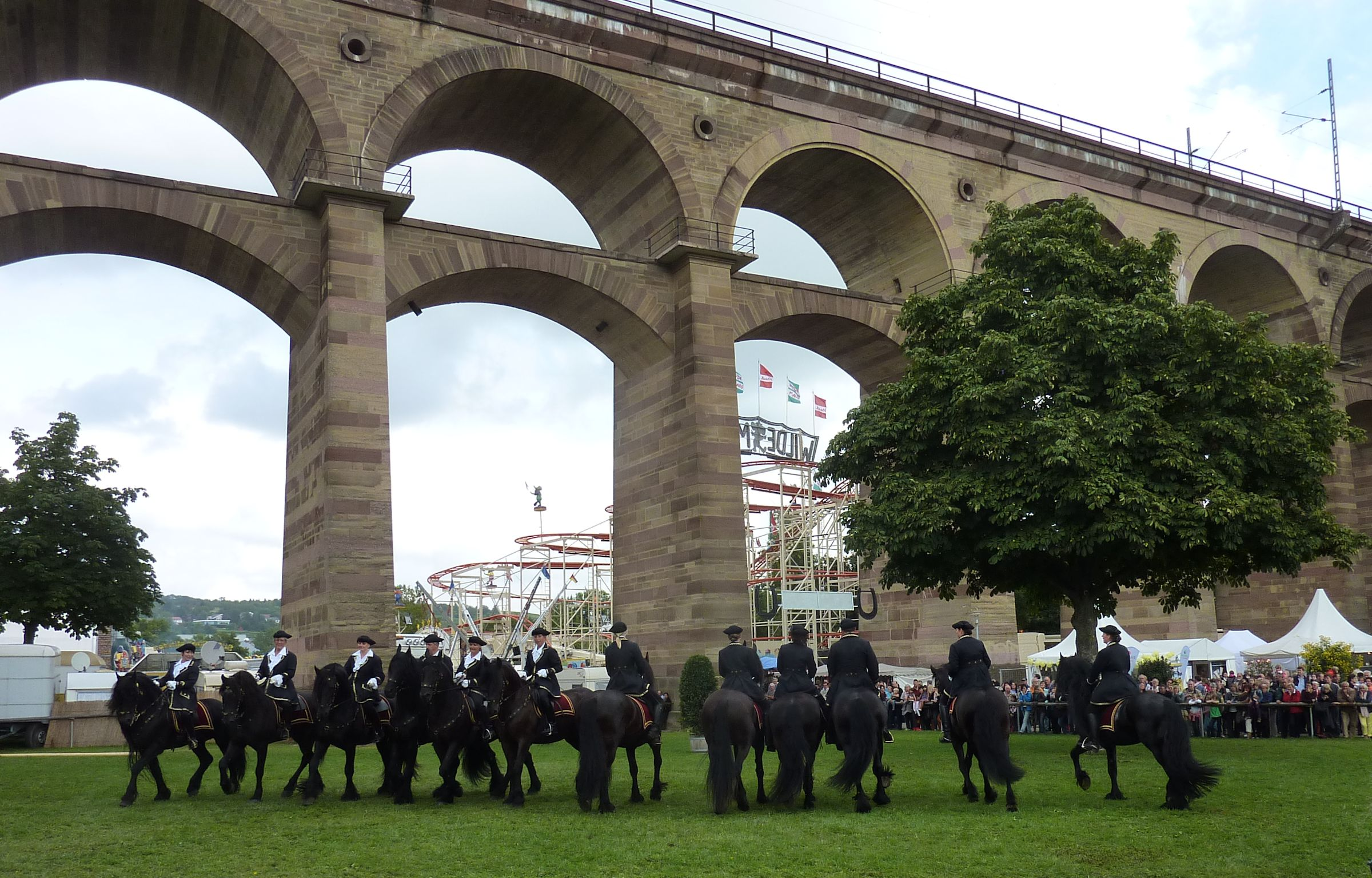
Friesenvorführung vor dem Viadukt
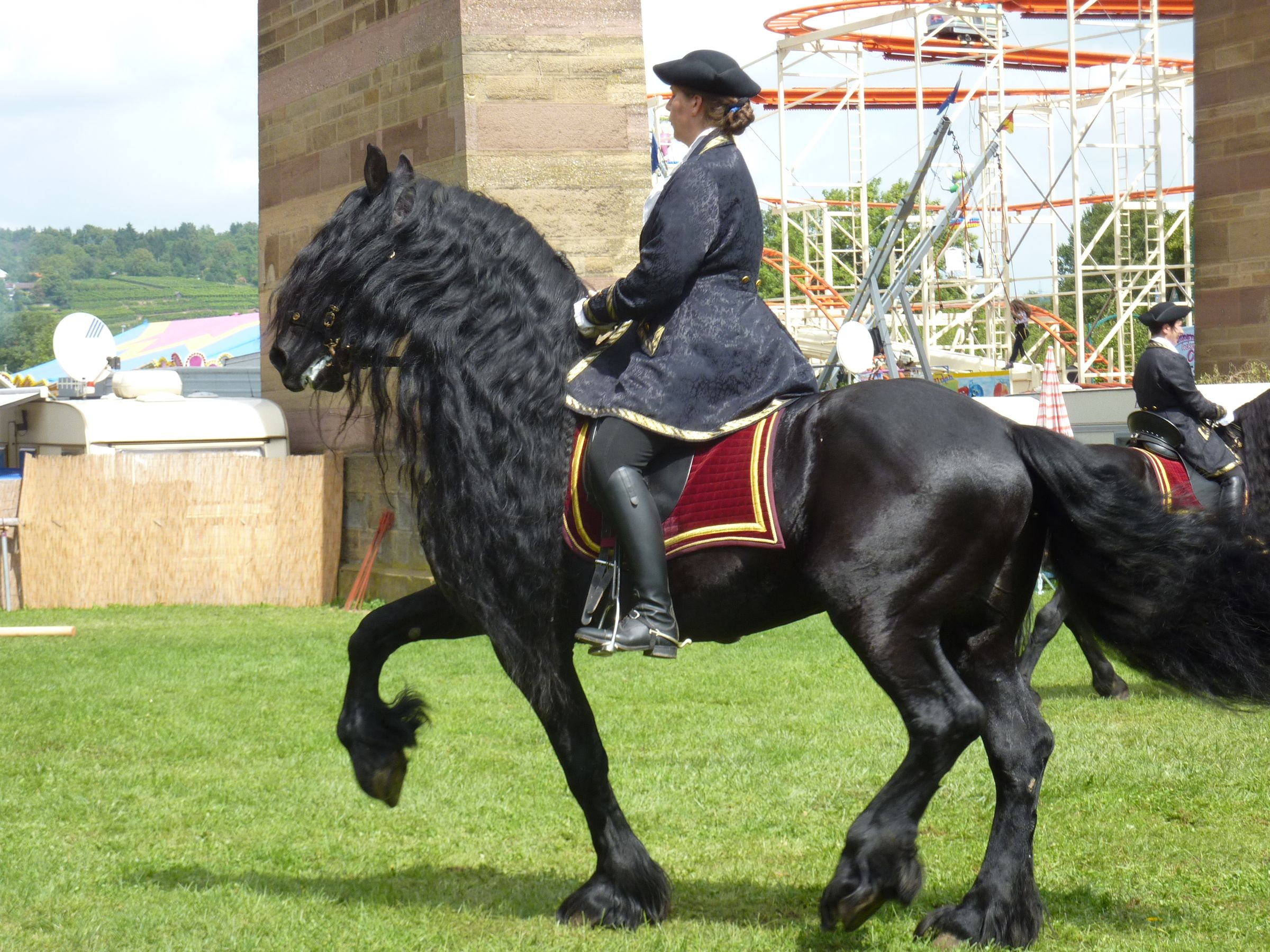
Ein Friese wird vorgeführt.
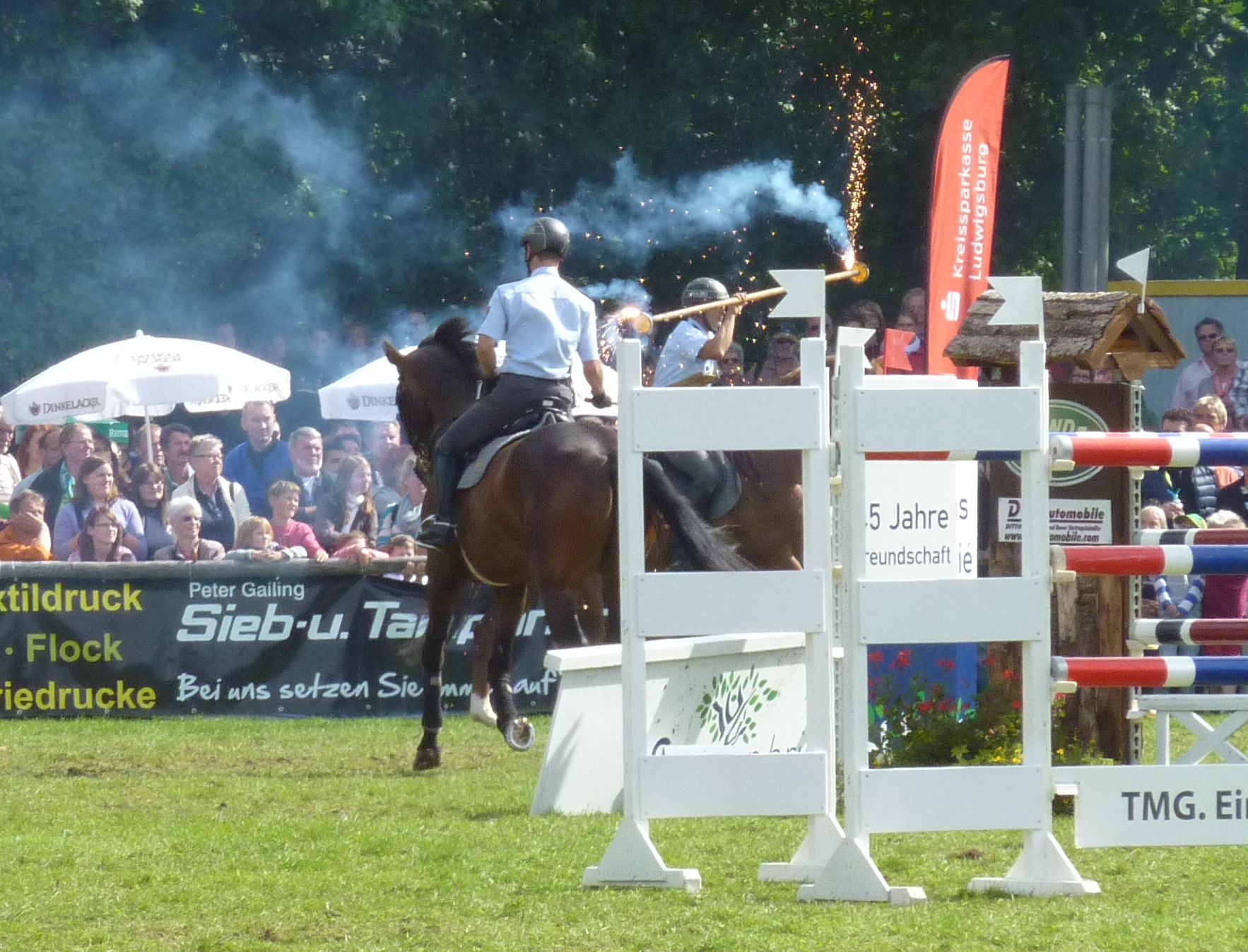
Vorführung mit Polizeipferden

In der Sporthalle am Viadukt präsentieren sieben Autohändler der Stadt aktuelle Modelle von 13 Automarken.
Ein Riesenrad, welches alle zwei Jahre auf dem Festplatz aufgebaut wird, bietet die seltene Gelegenheit, den Viadukt überquerende Eisenbahnzüge aus ungewohnter Perspektive zu fotografieren.
Weitere Veranstaltungen sind ein Senioren- und ein Kindernachmittag, ein Festzug mit prämierten Pferden und Festwagen benachbarter Städte und Gemeinden sowie die Präsentation von Altwürttemberger Pferden und Shetlandponys.
Ein Brillantfeuerwerk fand stets am Sonntagabend statt. Als Abschluss dieses Feuerwerks wurden die Bögen des Bietigheimer Viadukts effektvoll mit bengalischem Licht beleuchtet. 2022 wurde aufgrund von anhaltender Trockenheit auf die Durchführung des Feuerwerks verzichtet. 2023 war erstmals eine Lasershow vorgesehen, welche allerdings nicht wie geplant durchgeführt werden konnte. Erstmals seit 2019 soll im Jahr 2024 wieder das traditionelle Feuerwerk stattfinden. Auch für 2025 ist das Feuerwerk bereits geplant.

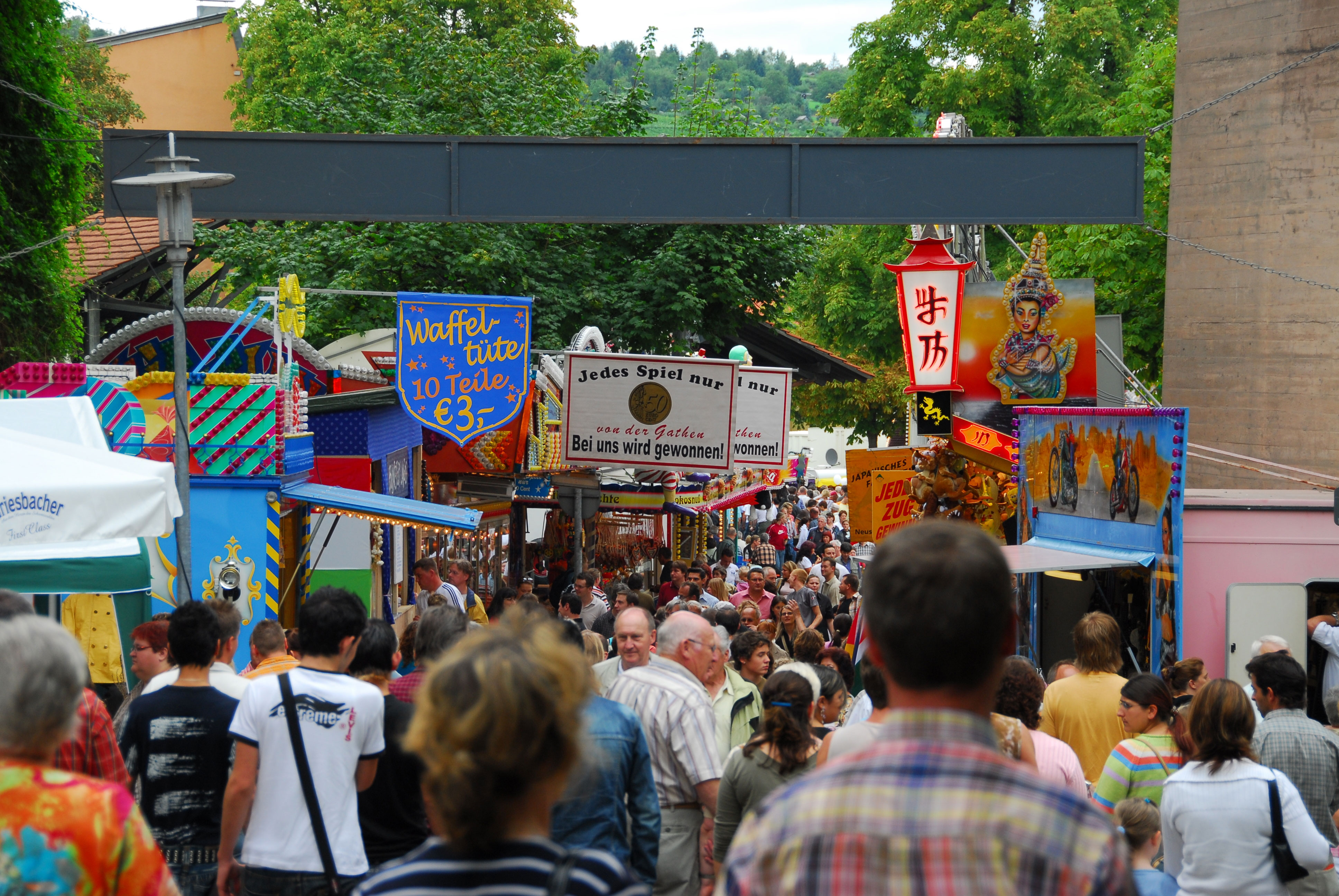
Beim Pferdemarkt
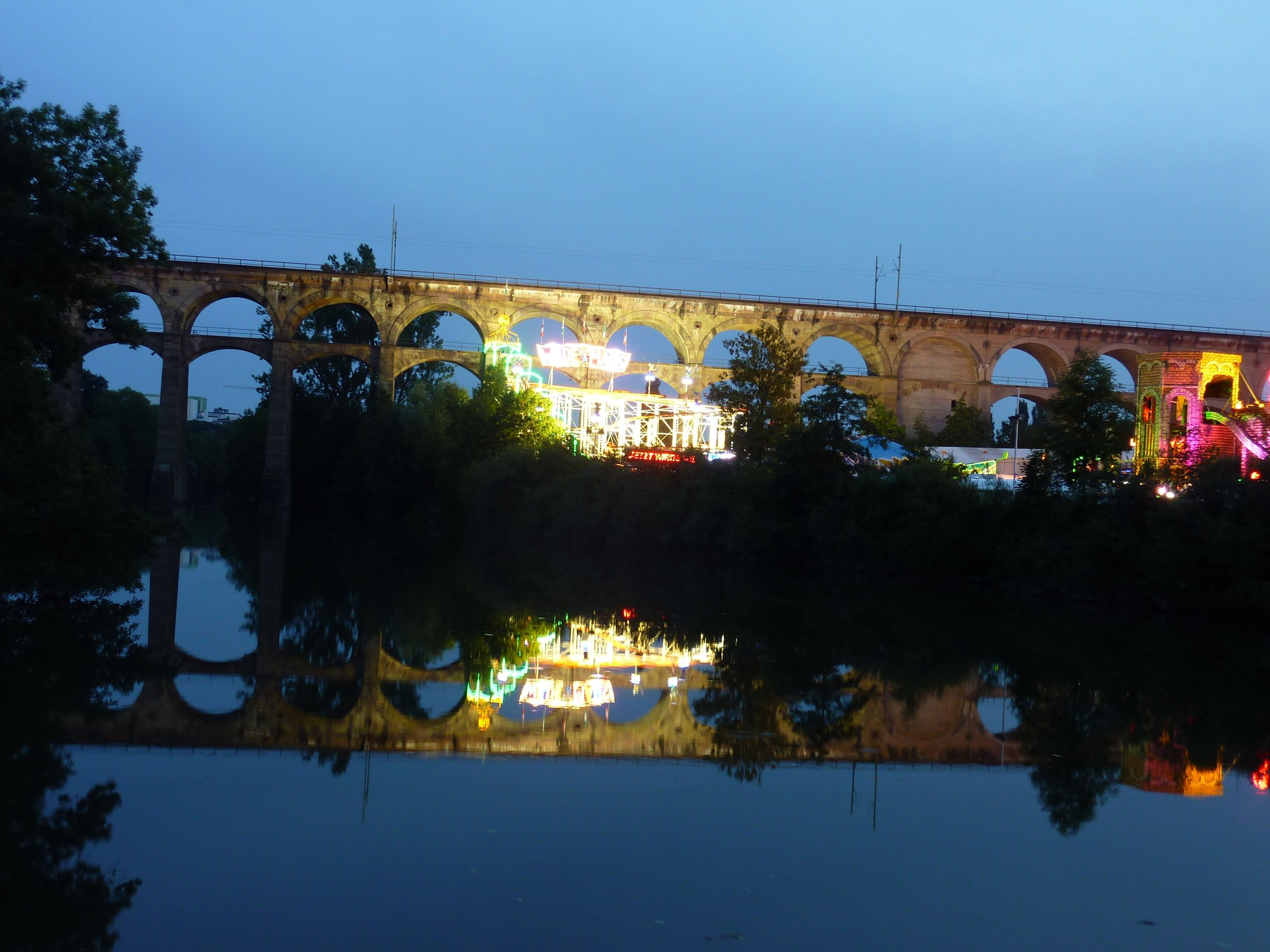
Fahrgeschäfte vor dem Viadukt
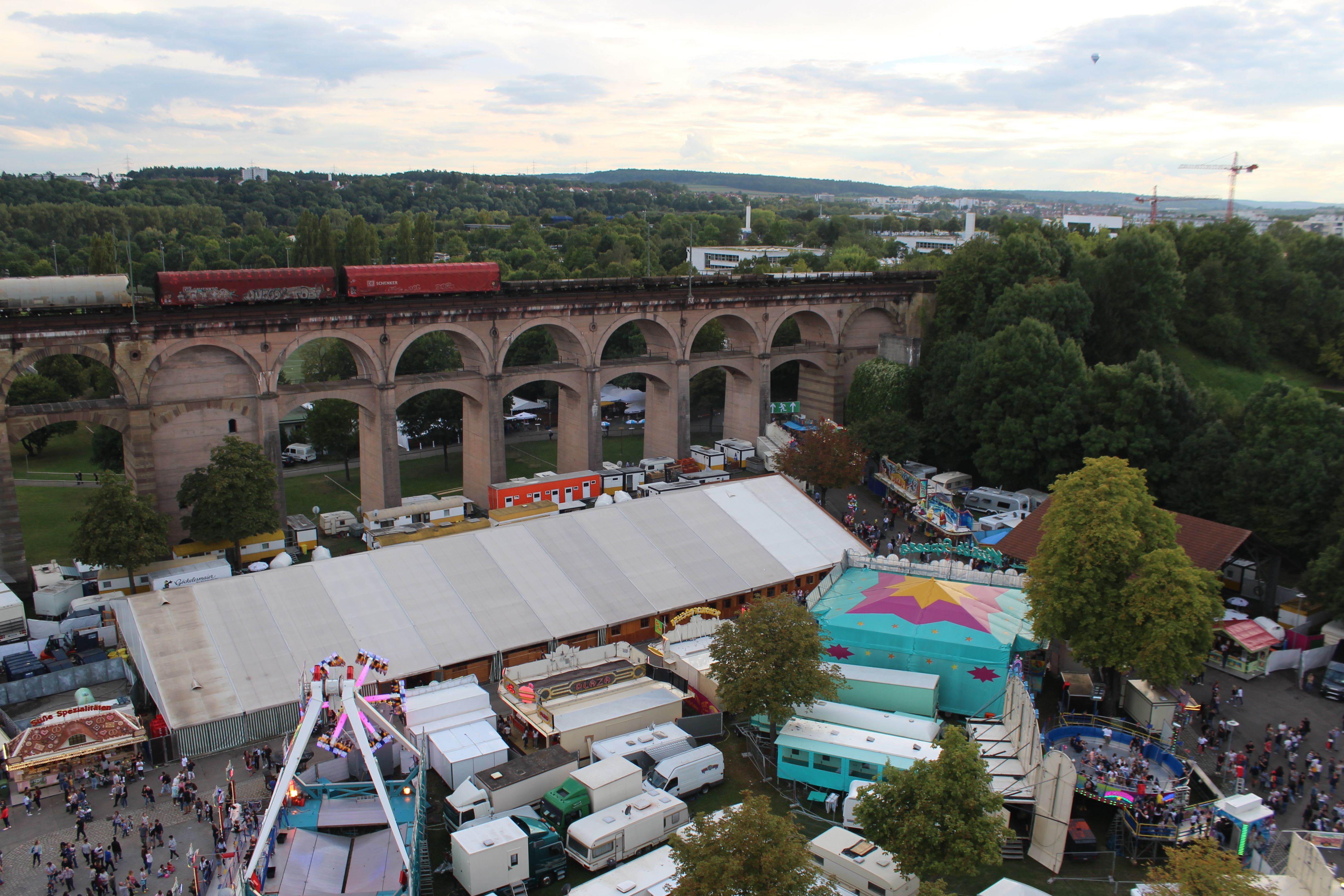
Pferdemarkt 2017, fotografiert vom Riesenrad, mit Zug auf dem Viadukt
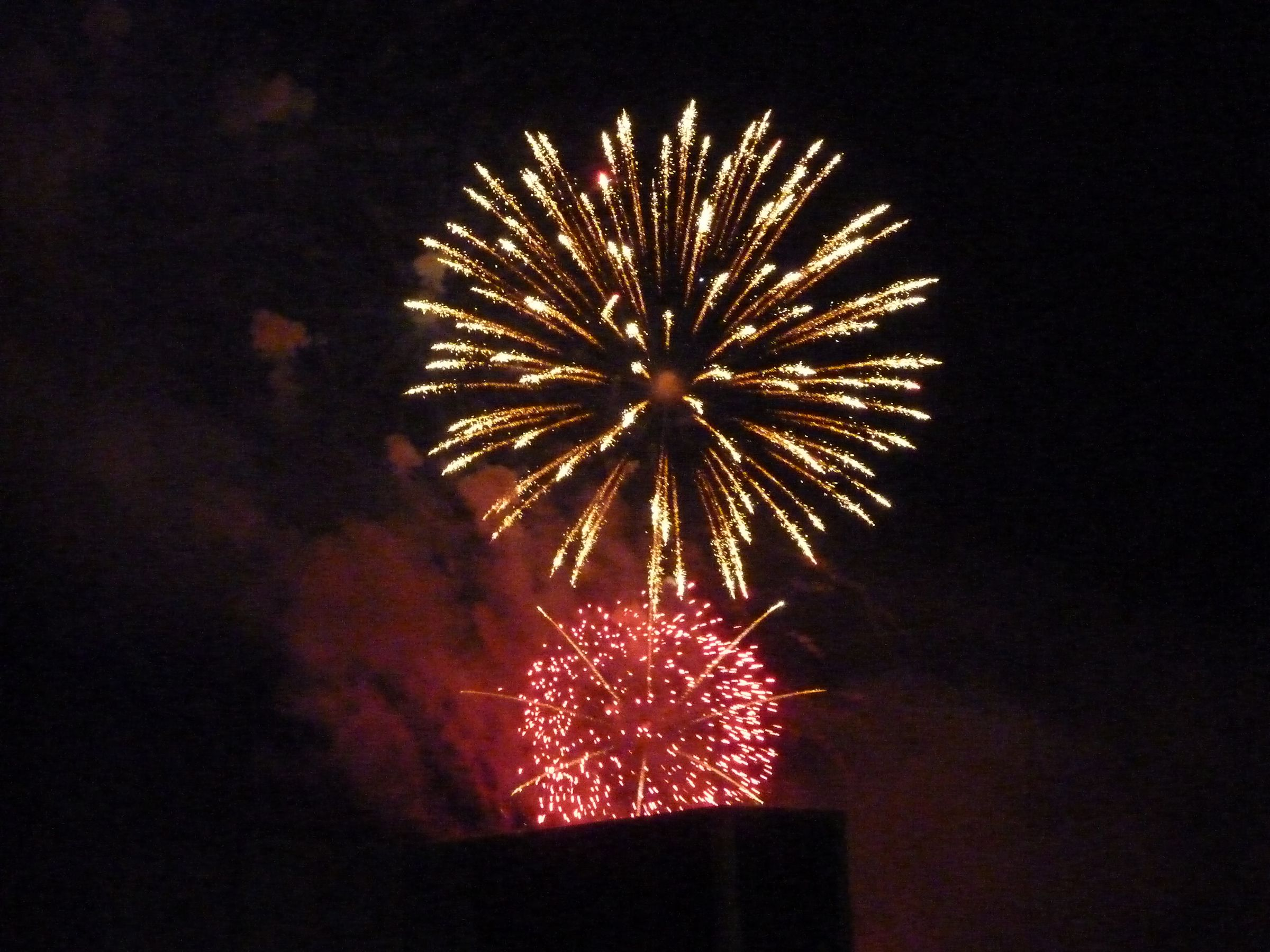
Feuerwerk
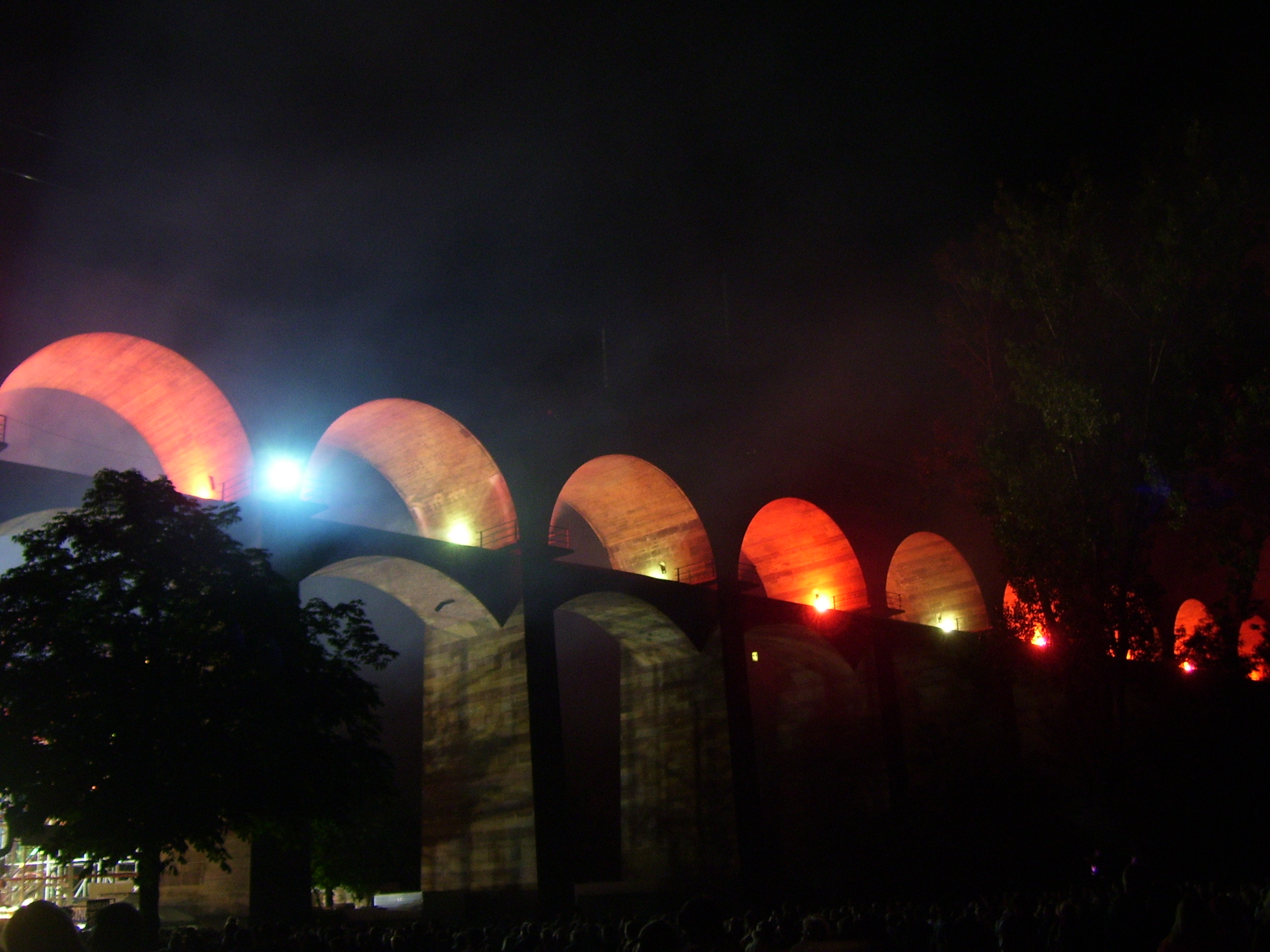
Mit bengalischem Licht beleuchteter Bietigheimer Viadukt nach dem Ende des Feuerwerks auf dem Pferdemarkt